# ウィル・グラック
ウィル・グラック（Will Gluck）は、アメリカ合衆国の映画監督、脚本家、映画プロデューサー。『小悪魔はなぜモテる?!』や『ステイ・フレンズ』、『ANNIE/アニー』などを監督している。

## 経歴
ニューヨーク州ニューヨーク市出身。1993年、コーネル大学を卒業した。母は日本近代史を専門とする歴史学者のキャロル・グラックで、ウィル自身も上智大学への留学経験がある。
2000年代初頭からテレビのシットコムを皮切りに映像業界入りし、FOXで『The Loop』や『Luis』などの番組を企画。
2009年、『俺たちチアリーダー!』で長編映画監督デビューを果たす。2010年、エマ・ストーン主演の『小悪魔はなぜモテる?!』を監督した。2011年に『ステイ・フレンズ』、2014年に『ANNIE/アニー』を監督した。

## フィルモグラフィー

### 映画
| 年   | 題名                                                           | 役割             |
| ---- | -------------------------------------------------------------- | ---------------- |
| 2009 | 俺たちチアリーダー! Fired Up!                                  | 監督・製作総指揮 |
| 2010 | 小悪魔はなぜモテる?! Easy A                                    | 監督・製作       |
| 2011 | ステイ・フレンズ Friends with Benefits                         | 監督・脚本・製作 |
| 2014 | ANNIE/アニー Annie                                             | 監督・脚本・製作 |
| 2014 | きのうの夜は… About Last Night                                 | 製作             |
| 2018 | ピーターラビット Peter Rabbit                                  | 監督・脚本・製作 |
| 2021 | ピーターラビット2/バーナバスの誘惑 Peter Rabbit 2: The Runaway | 監督・脚本・製作 |
| 2024 | 恋するプリテンダー Anyone but You                              | 監督・脚本・製作 |

### テレビドラマ
| 年        | 題名                                                    | 役割                   |
| --------- | ------------------------------------------------------- | ---------------------- |
| 2013-2014 | マイケル・J・フォックス・ショウ The Michael J. Fox Show | 監督・企画・製作総指揮 |